# Villechenève
Villechenève és un municipi francès situat al departament del Roine i a la regió d'Alvèrnia-Roine-Alps. L'any 2007 tenia 747 habitants.

## Demografia

### Població
El 2007 la població de fet de Villechenève era de 747 persones. Hi havia 284 famílies de les quals 64 eren unipersonals (36 homes vivint sols i 28 dones vivint soles), 92 parelles sense fills, 112 parelles amb fills i 16 famílies monoparentals amb fills.
La població ha evolucionat segons el següent gràfic:
Habitants censats

### Habitatges
El 2007 hi havia 394 habitatges, 284 eren l'habitatge principal de la família, 60 eren segones residències i 50 estaven desocupats. 364 eren cases i 30 eren apartaments. Dels 284 habitatges principals, 216 estaven ocupats pels seus propietaris, 64 estaven llogats i ocupats pels llogaters i 4 estaven cedits a títol gratuït; 2 tenien una cambra, 17 en tenien dues, 45 en tenien tres, 90 en tenien quatre i 130 en tenien cinc o més. 188 habitatges disposaven pel capbaix d'una plaça de pàrquing. A 122 habitatges hi havia un automòbil i a 128 n'hi havia dos o més.

### Piràmide de població
La piràmide de població per edats i sexe el 2009 era:
| Homes | Edats   | Dones |
| ----- | ------- | ----- |
| 0     | 95 o +  | 0     |
| 0     | 90 a 94 | 0     |
| 8     | 85 a 89 | 8     |
| 0     | 80 a 84 | 12    |
| 16    | 75 a 79 | 12    |
| 28    | 70 a 74 | 16    |
| 8     | 65 a 69 | 28    |
| 12    | 60 a 64 | 0     |
| 8     | 55 a 59 | 12    |
| 20    | 50 a 54 | 12    |
| 20    | 45 a 49 | 24    |
| 28    | 40 a 44 | 24    |
| 24    | 35 a 39 | 28    |
| 16    | 30 a 34 | 16    |
| 20    | 25 a 29 | 20    |
| 20    | 20 a 24 | 4     |
| 24    | 15 a 19 | 28    |
| 24    | 10 a 14 | 24    |
| 44    | 5 a 9   | 28    |
| 12    | 0 a 4   | 12    |

## Economia
El 2007 la població en edat de treballar era de 452 persones, 346 eren actives i 106 eren inactives. De les 346 persones actives 323 estaven ocupades (170 homes i 153 dones) i 23 estaven aturades (10 homes i 13 dones). De les 106 persones inactives 41 estaven jubilades, 41 estaven estudiant i 24 estaven classificades com a «altres inactius».

### Ingressos
El 2009 a Villechenève hi havia 305 unitats fiscals que integraven 809 persones, la mediana anual d'ingressos fiscals per persona era de 16.481 €.

### Activitats econòmiques
Dels 32 establiments que hi havia el 2007, 2 eren d'empreses alimentàries, 1 d'una empresa de fabricació d'altres productes industrials, 6 d'empreses de construcció, 8 d'empreses de comerç i reparació d'automòbils, 1 d'una empresa de transport, 4 d'empreses d'hostatgeria i restauració, 1 d'una empresa financera, 4 d'empreses immobiliàries, 3 d'empreses de serveis i 2 d'empreses classificades com a «altres activitats de serveis».
Dels 12 establiments de servei als particulars que hi havia el 2009, 1 era una oficina de correu, 2 tallers de reparació d'automòbils i de material agrícola, 2 paletes, 1 guixaire pintor, 1 fusteria, 1 lampisteria, 1 perruqueria, 2 restaurants i 1 agència immobiliària.
L'únic establiment comercial que hi havia el 2009 era una botiga de menys de 120 m².
L'any 2000 a Villechenève hi havia 34 explotacions agrícoles que ocupaven un total de 884 hectàrees.

## Equipaments sanitaris i escolars
El 2009 hi havia una escola elemental.

## Poblacions més properes
El següent diagrama mostra les poblacions més properes.